# Rudarska godba Hrastnik
Rudarska godba Hrastnik je ena najstarejših godb v Sloveniji, ki je bila ustanovljena leta 1853 s hrastniškimi rudarji.

## Zgodovina

### Rudarska godba skozi čas
Rudarska godba Hrastnik se po starosti uvršča med deseterico najstarejših godb v Sloveniji in drugo najstarejšo rudarsko godbo v Sloveniji, takoj za idrijsko. Za ustanovno leto godbe velja leto 1853, vendar se v Kroniki rudarske godbe Hrastnik (1955) omenja 5 »pleharjev« že leta 1849. Ti so pričakali prvi vlak na hrastniški postaji, kateri je peljal na progi Dunaj - Ljubljana - Trst. Po zbranih pričevanjih so godbo verjetno ustanovili lastniki rudnika z namenom, da bi rudarsko življenje dobilo čim bolj stanovski značaj. Godba je bila tako vezana na nemško vodeno upravo rudnika, kar je razvidno v njenem delovanju na prehodu iz 19. v 20. stoletje. 
Rudarska godba Hrastnik je v svoji zgodovini veliko doživela in dosegla. Med najbolj odmevnimi so sprejem kronprincese Viktorije in cesarja Franca Jožefa v stari Avstro Ogrski, skupni organiziran odhod godbe v partizane med drugo svetovno vojno, razni sprejemi predsednika Tita in druge priložnosti, kjer so skrbeli za dobro vzdušje. V njenih vrstah so igrali nekateri glasbeniki, ki so svojo kariero gradili v slovenskem oz. jugoslovanskem prostoru, kot tudi v širšem evropskem prostoru: Ernest Ačkun mlajši, Jože Brun, Vanjo Tomc ipd.
Kljub amaterskemu nivoju igranja je godba na večjih tekmovanjih dokazala, da sodi v skupino najboljših godb v Sloveniji. V času Jugoslavije je sodila tudi med boljše v skupni državi. V svojem delovanju oz. prepričanju je bila zmeraj delavsko zavedna, kar se je odražalo v delovanju in nastopanju godbe kot  tudi delovanju njenih članov izven nje.

### Godba vAvstro-Ogrski
Med kulturnimi društvi imajo najdaljšo tradicijo organiziranega delovanja v Zasavju rudarske godbe na pihala. V Hrastniku je rudarska godba sestavljena iz petih članov pričakala prvi vlak 16. septembra 1849. Pobudniki prvih godb so bila vodstva rudnikov, ki so skušala (po srednjeveškem cehovskem vzoru) vzbuditi zavest pripadnosti rudarskemu stanu, ki naj bi preprečila prelahko menjavo »šihtov«. Za ustanovno letnico godbe velja leto 1853, ko je rudarska godba začela delovati v zasedbi 12 mož pod taktirko prvega  kapelnika Jerneja Puncerja. Z letnico 1853 sovpada tudi dovoljenje za obratovanje ojstrškega rudnika, katerega pobudniki so bili Ljubljančani Jurij Rauder, Jurij Raufer in njegov brat. Patronat nad godbo so tako verjetno prevzeli lastniki ojstrškega rudnika.
Najzgodnejša pisna omemba delovanja godbe je ob priliki potovanja cesarja Franca Jožefa v Benetke leta 1856. Cesarja so na okrašeni hrastniški postaji pričakali uniformirani »knapi« skupaj z godbo in seveda upravnikom rudnika. Kljub pripadnosti rudarskem stanu so godbeniki za dobro vzdušje skrbeli v tovarniškem delu hrastniške doline. Po ustnem izročilu je bila leta 1862 v gostilni pri steklarni prva steklarska pustna veselica, ki je trajala od nedelje do torka zvečer, pri čemer je rudarska godba na pihala skrbela za dobro razpoloženje.
Godba je bila tudi narodno zavedna. Leta 1868 so se udeležili slovenskega narodnega tabora v Žalcu.  Nemško vodstvo rudnika je godbenike, zaradi udeležbe na taboru, kaznovalo z odvzemom enotedenske plače, ki je znašala takrat 5 florintov (for.).
V 70-ih letih 19. stoletja in naprej je godba v hrastniški dolini pogosto igrala ob zaključkih šolskega leta na osnovi šoli. Udeleževala se je praznovanja Sv. Barbare, katerega hrastniški kronist Karel Valentinič, prvič omenja leta 1874. Večkrat pa so zaigrali na raznih veselicah in manifestacijah.  Slavnostno za godbo pa je bilo tudi ob cesarjevem rojstnem dnevu oz. njegovem vladarskem jubileju.  Pomembnejši dogodek, kjer je bila prisotna tudi hrastniška rudarska godba je bilo tudi igranje ob obisku nemške kronprincese Viktorije (op. hči britanske kraljice Viktorije) v Hrastniku leta 1879. Princesa je prišla iz Rimskih Toplic v Hrastnik na ogled žične železnice, žičnice ojstrškega rudnika. Sprejel jo je direktor ojstrškega rudnika Wilhelm Ihne ob postroju 80-ih rudarjev z rudarsko godbo. Rudarska godba ji je zaigrala angleško himno »God save the queen«, nemško pesem »Des Deutschen Vaterland,  rudarsko pesem, »Rule Britannia« in še štajersko deželno himno »Hoch von dachstein an«.
Po letu 1890 je delavstvo začelo obhajati svoj lastni praznik 1. maj tudi v slovenskih deželah.  Rudarska godba je prvič z rudarji obeležila 1. maj leta 1891, ko je v jutranjih urah pospremila ojstrške in hrastniške rudarje na Dol, k maši. V začetku 20. stoletja so v Avstro-Ogrski prišla do izraza mednacionalna nasprotja. To je na lastni koži občutila tudi godba, saj so bila v hrastniški dolini trenja med Nemci in Slovenci močnejša kot v drugih revirskih dolinah. Rudarska godba je tako v tem obdobju, do razpada monarhije večino nastopala po želji rudniške nemške gospode. Od leta 1911 do leta 1914 je godba vsakoletno popestrila nemško praznovanje poletnega solsticija, ali pa tudi kakšno drugo zabavo katero so organizirala kakšna druga nemška društva. Ravno v tem času so v svoj program sprejemali tudi koncertna dela, med njimi Venček slovenskih narodnih pesmi, ki pa ga niso smeli igrati pred rudniško gospodo.
Vseeno pa ji je uspelo se udeležiti nekaj prelomnih dogodkov. V Trbovljah je leta 1905 se udeležila demonstracij za splošno in enako volilno pravico. Leta 1913 so v Hrastniku godbeniki sodelovali na velikem praznovanju za 1. maj ob prazniku dela. Skupaj s svojimi stanovskimi kolegi - godbeniki iz Zagorja in Trbovelj so maja leta 1918, na velikem shodu v Trbovljah, izrazili podporo jugoslovanski deklaraciji tik ob razpadu Avstro-Ogrske monarhije.

### Godba v prviJugoslaviji
Rudarska godba Hrastnik se je po statutu oz. pravilniku iz leta 1923 uradno imenovala »Rudarsko godbeno društvo Hrastnik«.  Organi godbe bili organizirani podobno kot dandanes. Godba je imela »razsodišče«, »občni zbor« ali zbor vseh godbenikov ter  (upravni) »odbor« katerega člani so bili izvoljeni na občnem zboru in so imeli nalogo upravljati godbo.  V (upravljalnem) »odboru« je bilo izvoljeno 9 članov, v katerem so bili med drugimi predsednik in podpredsednik godbe,  tajnik, blagajnik, kapelnik in arhivar. Rudarska godba je v novi državi še z večjim zanosom opravljala svoje glasbeno poslanstvo med delavci in tudi drugimi poslušalci ob različnih priložnostih. V Kraljevini SHS oz. kasneje v Jugoslaviji so se redno udeleževali sokolskih veselic, gasilskih slavij kot tudi državnih praznikov in festivalov, ki so v 30-ih potekali po revirjih.  Prirejali so samostojne koncerte, bili so tudi dobrodelno angažirani. 
Leta 1920 je v Ljubljani potekal komunistični shod na katerem so prevladovali rudarji iz revirjev (Trbovlje, Zagorje, Hrastnik), katere so spremljale tudi rudniške godbe. Leta 1923 so se na železniški postaji v Hrastniku poklonili posmrtnim ostankom slovenskih vojakov, ki so jih med 1. svetovno vojno ustrelili v Judenburgu.
Leta 1928 je hrastniški Sokol praznoval 20 letnico delovanja. V ta namen je organiziral slavnostno povorko z gosti, od železniške postaje do Narodnega doma, na čelu katerega je igrala rudarska godba. Slavnostni govornik na tej prireditvi je bil starosta hrastniškega sokola, Alojz Hofbauer.  V Ljubljani je leta 1931 potekalo ogromno slavje ob poklonitvi kralju Petru, kjer so njemu na čast odkrili tudi spomenik. Na ljubljanske ulice so se na ta slavje odpravljale mase ljudi iz vseh koncev takratne Slovenije. Rudarska godba je v Ljubljani igrala na začetku gasilskega sprevoda v katerem so sodelovale tudi godbe iz Tržiča, Novega mesta, Trbovelj, Jesenic …
Godbeniki so v novi državi prirejali vsako leto redne koncerte z dokaj zahtevnimi skladbami, kot na primer »Orfej v podzemlju«, »Ciganka«, »Lysistrata« in druge.  V ojstrškem rudniku se je konec novembra leta 1932 zgodila huda nesreča, v kateri je življenje izgubilo 6 rudarjev, trije pa so bili huje ranjeni.  Huda nesreča tega leta se je odražala tudi pri tradicionalnem praznovanju »Sv. Barbare«. Namesto svečanega obhoda z godbo, so se rudarji skupaj z godbeniki poklonili žrtvam nesreče na pokopališče na Dolu, kjer so pokojnim zaigrali žalostinke. Godbeniki so se v tej situaciji izkazali tudi z svojo radodarnostjo, saj so dodatek/nagrado za praznik Svete Barbare še dve leti zapored odstopili družinam pokojnih rudarjev. 
Delavsko izobraževalno društvo »Svoboda« je leta 1934 v Hrastniku organiziralo rudarski festival na katerem je svoj prispevek dala tudi rudarska godba. Prireditev je bila zelo uspešna saj si jo je ogledalo okrog 2000 ljudi. Naslednje leto je godba v Hrastniku sodelovala pri slovesnosti ob nakupu nove rudniške zastave. Leta 1935 so se v Celju udeležili velike delavske kulturne manifestacije »Zleta Svobod«. V letu 1936 so igrali tudi na otvoritvi nove hrastniške cerkve, katere so se udeležili eminentni predstavniki državne in lokalne oblasti, industrije in društev.
Rudarska godba je bila dobro sprejeta tudi na gasilskih veselicah in jubilejih. Hrastniška gasilska četa je že leta 1937 praznovala svoj 50. jubilej. Celodnevnega slavja, častne povorke z gasilci iz Varaždina, Celja, Litije, Brežic, Krškega, Laškega, kot tudi častnih gostov in blagoslova opreme v ta namen ni manjkalo. Godba pa je ob tem jubileju gasilcev pod taktirko Kumlanca pripravila v popoldanskih urah koncert. Aprila 1937 je rudarska godba priredila v Laškem v dvorani sokolskega doma koncert, ki pa je kljub slabši obiskanosti, saj so istočasno potekale še dve prireditve, dobil med pristno publiko dober odziv. Godbi se je pred 2. svetovno vojno uspelo udeležiti celo prvega tekmovanja godb, ki je potekalo leta 1939 v Kranju.

### Vojnain sodelovanje vNOB
Leta 1942 je godbo prevzel Jože Brun. Brun, ki je spomladi leta 1944 odšel v partizane je v glavnem štabu dobil nalogo organizirati odhod rudarske  godbe v partizane. V vasico Ravne nad Hrastnikom je na razgovor poklical bivšega kapelnika Jožeta Kumlanca in predsednika Ernesta Ačkuna. Po razgovoru sta se vrnila v dolino z nalogo, da o skupnem odhodu obvestita ostale godbenike. Po drugi redni godbeni vaji v začetku julija 1944 je Ačkun načel pogovor s fanti: »Pobje, usekajmo še en marš, potem pa nam bo kapelnik nekaj povedal!« Urezali so koračnico. Nato je Kumlanc načel trd oreh. Pa ni bil trd, kajti vsi godbeniki so bili za odhod v partizane.
Po splošnem razumevanju in pripravljenosti godbenikov je bil določen dan skupnega odhoda in sicer 11. julij 1944. Nekateri godbeniki z manjšimi inštrumenti so instrumente vzeli takoj s sabo, drugi pa so odšli brez njih v zbirno bazo na Kal. Sklenjeno je bilo, da se ostali instrumenti prinesejo ponoči. Z ozirom na majhno razdaljo med godbenim lokalom in takratno »Werkschutzkomando« (oborožena rudniška straža), kakor tudi nevarnostjo stalnega patruljiranja nemške policije mimo godbenega lokala je bila ta akcija precej težka in nevarna. Po pravilnem vodstvu in previdnosti udeležencev akcije je stvar uspela. Instrumenti so bili  preneseni v Čeče in od tam naprej na Kal. Iz Kala je vsa godba odšla na Dolenjsko. Kot godba VII. korpusa POJ in NOV je bila hrastniška rudarska godba zelo priljubljena in je na čelu zmagovitih brigad vkorakala v osvobojeno Ljubljano. Inštrumente in notni arhiv je morala godba ob koncu vojne pustiti Jugoslovanski armadi.
Godba Glavnega štaba NOV in PO Slovenije je bila ustanovljena spomladi 1944, vodila pa sta jo Bojan Adamič in Drago Lorbek. Bila je sestavljena iz godbenikov, ki so jih »nalovili« po raznih partizanskih enotah. Godba VII. korpusa je bila sprva sestavljena izključno iz hrastniške rudarske godbe v celoti. Kasneje se je zaradi pomankanja godbenikov deset Hrastničanov pridružilo godbi Glavnega štaba.

### Godba vTitoviJugoslaviji
Po 2. svetovni vojni je nova državna ureditev zelo spodbujala ljubiteljsko kulturno in športno dejavnost. Nove politične razmere po letu 1945 so zahtevale tudi drugačno organizacijo kulture. V prvi polovici leta 1952 so se kulturno umetniška društva »Aleš Kapla« in »Jože Just« iz Hrastnika ter »Ciril Pust« z Dola preimenovala v Svobodo I. (zgornji Hrastnik), Svobodo II. (spodnji Hrastnik) in Svobodo Dol. Tu ni šlo samo za preimenovanje, ampak za poživitev na kulturnem področju, kar se je tudi uresničilo. Številni nastopi kulturnih skupin, telovadni in športni nastopi ob raznih proslavah, tekmovanja in samostojni koncerti pevskih zborov in godb so dali pestrost družabnemu življenju v Hrastniku in okolici. Rudarska godba je poleg dramske sekcije in treh zasedb pevskih zborov delovala v okviru Delovno prosvetnega društva »Svoboda« I. Hrastnik. V sestavu »Svobode I.« je godba ostala do leta 1978, ko se je kolektiv godbe na občnem zboru (pod predsednikom Branetom Kušarjem) odločil za ustanovitev samostojnega društva, pod imenom Rudarska godba Hrastnik. Zatikalo pa se je pri pravilih društva, saj so jih sprejeli šele na izrednem občnem zboru, 24. 6. 1982. Od leta 1982  je tako RGH delovala kot samostojno društvo.
Po končani 2. sv. vojni so godbeniki vračali domov brez večine inštrumentov, saj jih morali v Ljubljani oddati za potrebe poklicne vojaške godbe. Rudarskih godbenikov pa to ni oviralo, saj so si inštrumente sposodili od hrastniške steklarske godbe. Vračanje inštrumentov je bil postopen in dolgotrajen proces. Izposoja je tako trajala celih devet let, kar je pripeljalo tudi do nekaj slabe volje med godbama. Bojna sekira je bila zakopana šele leta 1954. Prizadevanja vodstva godbe po vrnitvi svojih/novih inštrumentih so potekala že od leta 1949 na raznih oblastnih nivojih vendar so nemalokrat naleteli na gluha ušesa in nerazumevanje. Skupaj z posredovanjem hrastniške rojakinje Lidije Šentjurc, ki je bila takrat podpredsednica Zvezne ljudske skupščine v Beogradu, so se s svojimi prošnjami obrnili na samega predsednika FLRJ maršala Josipa Broza – Tita. Posredovanje je bilo uspešno in tako je 4. oktobra 1954  rudarska godba dobila 43 novih inštrumentov kot darilo Jugoslovanske ljudske armade.
Godbeniki po vojni niso dolgo sedeli križem rok. Prvič so zaigrali na volitvah leta 1945. Naslednje leto (1946) so rudarski godbeniki skupaj z množico ljudi in s transparenti na hrastniški železniški postaji pričakali vlak maršala Tita, katerega je pospremljala poljska delegacija. Rudarska godba je v povojni Jugoslaviji v hrastniškem okolišu vseskozi aktivno nastopala na raznih proslavah, obletnicah, komemoracijah in še raznih drugih dogodkih  ter z igranjem poživljala kulturno in družabno dogajanje v kraju. Leta 1953 je godba praznovala  hrastničane razveselila z slavnostnim koncertom.  Za 100. rojstni dan so godbeniki dobili svoj dom, ki so ga zgradili z prostovoljnim delom članov godbe in rudarjev, ter finančno pomočjo rudnika. Dom je bil končan v pičlih treh mesecih.
Pomemben praznik za rudarje in godbo, v času Titove Jugoslavije je bil vseslovenski rudarski praznik, 3. julij, v spomin na gladovno stavko rudarjev v hrastniškem rudniku leta 1934. Ta rudarski praznik so praznovali od leta 1952 bil je hkrati (oz. je še) tudi hrastniški občinski praznik. Godba je na ta dan izvajala promenadne koncerte za rudarje. Občinskim delavcem je igrala na njihovi slavnostni seji občinske skupščine, v sedemdesetih (npr. 1976) tudi skupaj z steklarsko godbo. Po aprilu letu 1971 se je spominu rudarskega praznika, pridružila še komemoracija za 9 ponesrečenih rudarjev v jami Ojstro.
Obdobje 50-ih in 60-ih let je bilo za rudarsko godbo prelomno, kajti Viktor Malovrh, ki je leta 1949 prevzel godbo, je zagovarjal vizijo kvalitete. V ta namen so leta 1959 za pomoč prosili bivšega kapelnika Jožeta Bruna. Tako je pod umetniškim triom Malovrh, Brun in Plahuta godba hitro pridobivala na kakovosti, kar pa se je poznalo na uspehih na tekmovanjih.
V Hrastniku je v času Titove Jugoslavije godba redno igrala tudi ob jugoslovanskih državnih praznikih. Tako je od 50-ih dalje pa do razpada skupne države redno prirejala koncerte ob »Dnevu Republike« (29.11.). V 60-ih je Hrastnik sprejemal Titovo štafeto, na sprejemu katere so igrali tudi godbeniki.  Priložnostno so godbeniki igrali tudi ob dnevu mladosti, prvič leta 1961, nato v 70-ih, in 80-ih. 
Hrastničane je oktobra leta 1968 prišel obiskati predsednik Jugoslavije maršal Josip Broz -Tito. Takrat sta ob bučnem sprejemu ljudi ves čas igrali obe godbi -rudarska in steklarska.
Pomembno za rudarsko godbo so tudi promenadni in slavnostni koncerti. Od 70-ih let dalje pa do konca 80-ih so skoraj vsakoletno prirejali po dva koncerta od katerih je bil eden namenjen izključno za otroke hrastniške ali dolske osnovne šole, drugi koncert pa je bil namenjen za odraslo publiko.
Godba je leta 1971 je preživljala krizo. Kapelnik Stanko Plahuta je zbolel, z igranjem so prenehali nekateri člani, tako da se je število članov skrčilo na 24, širile pa so se tudi govorice, da godbi preti razpad. Ta kriza se je vlekla še naslednji dve leti. V 70-ih in 80-ih letih je vodstvo godbe vse moči vpelo v pridobivanje in pomlajevanje kadra. Začelo se je bolj načrtno sodelovanje z Glasbeno šolo Hrastnik.
V 80-ih so rudarski kraji po Sloveniji gostili srečanja rudarskih godb. Tako so leta 1984 prvo srečanje gostili v Trbovljah, leta 1985 je bilo na vrsti Velenje, v Senovem je potekalo leta 1986 ter leta 1987 v Zagorju. Vseh teh srečanj se je udeležila tudi hrastniška rudarska godba.

### Godba vsamostojni državi
V samostojno državo Slovenijo je godba vkorakala z 140. jubilejem, ki ga je praznovala leta 1993. Rudarsko godbo je takrat vodil dirigent Vanjo Tomc. V ta namen je organizacijski odbor godbe pripravil majhno parado godb, na katero so sodelovale Kapelska pihalna godba, Pihalni orkester radeških papirničarjev ter domača Steklarska godba. Zaplesale pa so tudi mažoretke iz Trbovelj in Radeč. V Hrastniku so leta 1994 godbeniki igrali ob otvoritvi športnih iger rudarjev, otvoritvi Doma starejših v Hrastniku ter na jubileju skupine »Veter«. Od tega leta tudi redno prirejajo slavnostni koncert ob dnevu državnosti.
Dirigent Tomc je leta 1994 dirigentsko palico predal profesorju Jožetu Baniču. Z njegovim prihodom je godba dobila nov zagon. Vodstvo se je odločilo za sodelovanje z Glasbeno šolo Hrastnik, s čimer se je godba kadrovsko okrepila in pomladila. Večji poudarek je bil tudi na kvaliteti muziciranja. Pod vodstvom dirigenta Baniča se je godba leta 1997 na tekmovanju pihalnih orkestrov v Sežani iz 3. kakovostne skupine uvrstila v 2. kakovostno skupina. Že naslednje leto 1998 so se godbeniki na tekmovanju v 2. kakovostni skupini v Krškem z osvojenimi uvrstili v 1. kakovostno skupino. V Ilirski Bistrici je leta 2002 potekalo tekmovanje 1. skupine, kjer je bila rudarska godba najbolje ocenjena godba na tekmovanju in se s tem uvrstila v umetniško skupino slovenskih godb. Godba je pod vodstvom Baniča leta 2003 praznovala tudi svojo 150. obletnico delovanja. Orkester je bil takrat izjemno pomlajen saj je bila povprečna starost 23 let, med 57 godbeniki pa je bilo kar 40 godbenikov mlajših od 20 let. V Jubilejnem letu je godba izdala brošuro, pripravila razstavo in posnela CD ploščo, na katerem je zaigrala zahteven program, ki ga je predstavila tudi na jubilejnem koncertu, katerega se je udeležil tudi takratni predsednik Republike Slovenije, dr. Janez Drnovšek. Povrh vsega pa jim je uspelo še s pomočjo občine (župana) in predstavnikov rudnika, obnoviti godbeni dom.
V samostojni Sloveniji je program igranj za godbo konec od konca aprila v takšni obliki rutina že od zgodnjih 90-ih.  Najprej je na sporedu kresovanje, nato sledi budnica za delavski praznik. Obeleževanje 1. maja je za rudarsko godbo že zgodovinska tradicija, ki jo godba opravlja vse od leta 1891. Rudarska godba Hrastnik je verjetno tudi ena redkih, ki za 1. maj obhodi celotno občino. Temu tradicionalnemu programu se pridružijo še slavnostni koncerti ob prazniku »Dan boja proti okupatorju« 27. Aprila (v Jug. je to dan OF), včasih pa še promenadni koncerti ob dnevu zmage  (8.5.).  V samostojni državi so obudili tudi tradicijo igranja za zavetnico rudarjev, Sv. Barbaro. Godba tako vsakoletno decembra igra ob svečanosti za Barbaro, sedaj v Sedražu.  Vsekakor pa še zmeraj ostaja igranje ob občinskem dnevu oz. dnevu rudarjev, ki tradicionalno poteka na Kalu.
V novem tisočletju, leta 2002, je nova kulturna stalnica v Hrastniku postal festival Rdeči revirji. Na festivalu godba vsako leto izvede krajši promenadni koncert. Tradicija partizanskega izročila je v godbi močno živa tudi v 21. stoletju. Godba se z veseljem udeležuje vseh okroglih obeležij. Aprila leta 2006 je v športni dvorani na Logu potekala slovesnost ob 65. obletnici ustanovitve OF in dnevu upora proti okupatorju. Leta 2009 je godba z slavnostnim koncertom obeležila 65. let odhoda v partizane.
V godbenem društvu še zmeraj živi tudi socialni čut. Leta 2011 so skupaj z glasbeno in osnovno šolo priredili dobrodelni koncert. Konec istega leta pa so na Dolu nastopili še na enem dobrodelnem koncertu, katerega organizator je bila Osnovna šola narodnega heroja Rajka Hrastnik. Rudarska godba Hrastnik dandanes izvede dva slavnostna koncerta, letnega, ki ga godba navadno izvede ob kakšnem prazniku (npr. ob Dnevu državnosti, Dnevu boja proti okupatorju) ali pa ob kakšni drugi priložnosti kot na primer festivalu Rdeči revirji. Ob koncu leta pa sledi še novoletni koncert, vmes pa je seveda še več priložnostnih promenadnih koncertov.
Rudarska godba rada zaigra tudi izven svojega ustaljenega okolja, saj tako širi svoje glasbeno-kulturno poslanstvo. Godba je tudi članica združenja za ohranjanje rudarske kulturne dediščine Slovenije - Združenje Ruda. Glavni namen tega združenja je povezovanje društev in posameznikov, ki s svojim delovanjem skrbijo za ohranjanje rudarske dediščine v njenem najširšem pomenu. Združenje Ruda je od leta 2011 sprejeto v Združenje evropskih rudarskih in topilniških društev.
Za godbo in godbenike je pomembno tudi dobro vzdušje v kolektivu. Godba v okviru društva in v okviru finančnih zmožnosti organizira nekajdnevno letovanje, kjer pa godbeniki vseeno ne izpustijo inštrumentov iz rok. Kamorkoli  že gredo imajo vaje in izvedejo kratek program ter tako povedo kdo so in iz kjer prihajajo.  Rudarska godba je tako še pod vodstvom Jožeta Baniča hodila na letovanje v Novi grad, kasneje v bivši rudniški kompleks na Rabu, dvakrat zaporedoma je bila v Kraljevici, nazadnje v Tolminu. Poleg letovanja se izvede še piknik ob zaključku delovnega leta.

## Odlikovanja in nagrade
Leta 2003 je prejel srebrni častni znak svobode Republike Slovenije z naslednjo utemeljitvijo: »za 150 let delovanja, dosežke in zasluge na področju ljubiteljske glasbene dejavnosti doma in v tujini«.